# Lucius Thomas
Lucius Thomas (* 1949 in Murray Mountain, Saint Ann Parish) ist ein jamaikanischer pensionierter Polizeibeamter. Er war von 2005 bis 2007 Polizeichef (Police Commissioner) des Landes.

## Leben
Thomas trat 1949 in den Polizeidienst bei der Jamaica Constabulary Force (JCF) ein. Er begann dort bei der Bereitschaftspolizei und wurde dann in die Kingstoner Zentralabteilung versetzt, die Kriminalaufklärungsabteilung der JCF. Er war 25 Jahre Angehöriger einer Spezialeinheit. Die erste Beförderung zum Corporal of Police erfolgte 1977. 1983 wurde er Sergeant, 1987 Inspector, 1989 Thomas Assistant Superintendent, 1991 Deputy Superintendent, 1996 Superintendent und 1998 Senior Superintendent. Die Beförderung zum Assistant kam dann 1999, die zum Deputy Commissioner 2001. In letzter Verwendung bekleidete er vom 19. Januar 2005 bis zu seiner Pensionierung am 31. Oktober 2007 das höchste Amt als Polizeichef Jamaikas.
Als Mitglied der People’s National Party (PNP) war er 2011 als Kandidat für den Wahlbezirk Saint Ann-Nordwest nominiert, verzichtete dann aber auf seine Kandidatur bei der Wahl am 29. Dezember.
Am 3. Juli 2012 trat er sein Amt als Koordinator des Sozialdienstes der Polizei im Ministerium für Staatssicherheit (Ministry of National Security) von Minister Peter Bunting an.

## Auszeichnungen
- Commander des Order of Distinction (CD)